# Nankin
Nankin (chiń. 南京; pinyin Nánjīngⓘ) – stolica prowincji Jiangsu, port nad dolną Jangcy, dawna stolica Chin.
Miasto jest ośrodkiem przemysłu elektronicznego, elektrotechnicznego, samochodowego, chemicznego, petrochemicznego i odzieżowego. Trzeci w Chinach ośrodek naukowy (Uniwersytet Nankiński, filia Chińskiej Akademii Nauk, obserwatorium astronomiczne Zijinshan).

## Geografia
Nankin położony jest we wschodnich Chinach, na rozległej równinie nad Jangcy w jej dolnym biegu, ok. 240 km od jej ujścia do Morza Wschodniochińskiego. Od wschodu miasto ogranicza Zijin Shan (Góra Purpurowo-Złota). Nankin leży w zasięgu północnej subtropikalnej monsunowej strefy klimatycznej. Wyraźnie zaznaczają się tu cztery pory roku. Średnia roczna temperatura wynosi 16 °C (średnia temperatura lipca to 28 °C, a stycznia –2 °C). Najwięcej opadów przypada na okres letni, a roczna suma przekracza 1100 mm.

## Historia
Badania archeologiczne wykazały, że obszar ten zamieszkany był już ponad 5 tys. lat temu. Pierwsze pisane wzmianki o Nankinie pochodzą z Epoki Walczących Królestw (453–221 r. p.n.e.), kiedy był to strategiczny region konfliktu. Za czasów dynastii Qin (221–207 r. p.n.e.) miasto rozwinęło się w ważny ośrodek administracyjny, gospodarczy i kulturowy. Później kilkakrotnie było stolicą Chin i zmieniało nazwy: Jiànyè (建業), Jiànkāng (建康), Jīnlíng (金陵). Zniszczone w VI wieku, znów doświadczyło dobrobytu w czasach panowania dynastii Tang (618–907). Za panowania dynastii Song (960–1279) była to twierdza broniąca Chin przed najazdem Mongołów. Na początku rządów dynastii Ming i jej pierwszego władcy Zhu Yuanzhanga (Hongwu) miasto zostało po raz kolejny stolicą kraju. Nazwę Nankin w 1421 roku nadał miastu syn Zhu Yuanzhanga, Yongle, ale przeniósł on stolicę do Pekinu.
W XVI wieku Nankin był największym miastem na świecie, z populacją prawie 700 tysięcy mieszkańców.
29 sierpnia 1842 roku na pokładzie brytyjskiego okrętu cumującego na Jangcy pod Nankinem podpisano traktat chińsko-brytyjski kończący I wojnę opiumową. Od 1853 do 1864 roku miasto, pod nazwą Tianjing (chiń. 天京; dosł. „Niebiańskie Miasto”), było stolicą tajpingów. W 1911 roku ogłoszono tu powstanie Republiki Chińskiej. W latach 1927–1937 oraz 1945–1949 Nankin pełnił funkcję stolicy Chin i siedziby rządzącego wówczas Kuomintangu.
W latach 1937–1938 okupująca Nankin Cesarska Armia Japońska popełniła masakrę jego mieszkańców i obrońców. Liczbę ofiar oceniono po wojnie na 42 tysiące, ale szacunkowe dane chińskie mówią nawet o 300 tysiącach zabitych.

### Obecnie
Współczesny Nankin to wielki ośrodek gospodarczy, dynamicznie się rozwijający. W okresie 1980–2000 zanotowano tu dwunastokrotny wzrost PKB w przeliczeniu na 1 mieszkańca. Nieustannie dokonuje się nowych inwestycji, w dużej mierze zagranicznych. Działa tu 9 specjalnych stref o dogodnych warunkach dla inwestorów. w 1997 r. ukończono budowę nowoczesnego, międzynarodowego portu lotniczego Lukou. Do 2010 r. planuje się wybudowanie m.in. kilku kolejnych dróg ekspresowych, mostu na Jangcy oraz przebudowę portu dla statków pasażerskich. W Nankinie reprezentowanych jest ponad 40 różnych gałęzi przemysłu. Szczególnie rozwinęła się produkcja nowoczesnych wyrobów elektrotechnicznych, zwłaszcza dla telekomunikacji. Na szeroką skalę wytwarza się sprzęt elektroniczny, artykuły gospodarstwa domowego i samochody (m.in. ciężarowe Iveco). Rozwinięty jest też przemysł materiałów budowlanych, optyczny, precyzyjny (zegarki), maszynowy i włókienniczy (brokaty, jedwab). Znajdują się tu zakłady produkcji etylenu, włókien chemicznych, opon oraz farmaceutyków. Port rzeczny na Jangcy jest dostępny także dla statków morskich. Przeładunki przekraczają 50 mln t rocznie. Pod koniec lat 90 XX w. Nankin był siedzibą ponad 1500 banków oraz instytucji finansowych i ubezpieczeniowych, giełdy towarowej i targów międzynarodowych. Wielkim osiągnięciem techniki jest otwarty w 1968 r. most na Jangcy liczący ok. 5 km długości. W XXI wieku zbudowano między innymi czterystumetrową Greenland Square Zifeng Tower i zrekonstruowano historyczną Porcelanową Wieżę.

## Kultura
Nankin jest też ważnym ośrodkiem naukowo-kulturalnym. Znajduje się tu Uniwersytet Nankiński (założony w 1902 r.), jedna z najstarszych uczelni w Chinach, oraz ponad 40 koledżów i szkół wyższych. Działa też filia Chińskiej Akademii Nauk, ponad 500 instytucji naukowo-badawczych zatrudniających prawie 400 tys. osób oraz obserwatorium astronomiczne.

## Turystyka
Większość atrakcji turystycznych pochodzi z czasów panowania dynastii Ming. Zabytki z innych okresów najczęściej popadły w ruinę. Mury Nankinu (XIV w.) to najdłuższe obwałowania miejskie, zbudowane kiedykolwiek na świecie. Liczą 33,4 km długości, 12 m wysokości i 7 m grubości. Silnie ufortyfikowane były niemal nie do zdobycia. Do dziś zachowało się 2/3 muru oraz kilka z 13 bram, m.in. Zhonghuamen i Zhongyangmen. Turyści odwiedzają również Mauzoleum Sun Jat-sena, który uważany jest za ojca współczesnych Chin. Mauzoleum Ming Xiaoling, zbudowane w latach 1381–1431, mieści grobowiec cesarza Zhu Yuanzhanga przykryty ziemnym kurhanem o średnicy 350 m. Atrakcją Nankinu są też nekropolie cesarskie, m.in. grobowiec dynastii Liang (502–557). Prowadzą do nich aleje wysadzane kamiennymi figurami (m.in. zwierząt, chimer, wojowników i urzędników) pochodzącymi jeszcze z VI w. Jedną z najważniejszych budowli Nankinu jest Świątynia Konfucjusza z 1034 r., znajdująca się w odrestaurowanym w 1984 r. kompleksie Fuzi Mao. Wśród świątyń buddyjskich wyróżniają się świątynie Jiming i Qixia. Interesujące są też wieża bębna (Gu Lou) z XV w., wieża dzwonu (Zhong Lou) z 1889 r. (dzwon pochodzi z 1388 r.) oraz Sala Wu Liangdan (1381) – pozostałość dawnej świątyni Linggu si. Do dziś przetrwały tylko fragmenty pałacu cesarskiego pierwszych Mingów (Ming Gugong), wzniesionego przez Zhu Yuanzhanga. Zachował się natomiast mniejszy pałac Chaotian.

## Miasta partnerskie
- Barranquilla (Kolumbia)
- Bloemfontein (RPA)
- Daejeon (Korea Południowa)
- Eindhoven (Holandia)
- Florencja (Włochy)
- Hauts-de-Seine (Francja)
- Houston (Stany Zjednoczone)
- Lipsk (Niemcy)
- Limassol (Cypr)
- London (Kanada)
- Malakka (Malezja)
- Mexicali (Meksyk)
- Mohylew (Białoruś)
- Nagoja (Japonia)
- Perth (Australia)
- Saint Louis (Stany Zjednoczone)